# Frobeniův skalární součin
V lineární algebře je Frobeniův skalární součin definován na vektorovém prostoru reálných nebo komplexních matic. Vypočítá se součinem prvků dvou matic po složkách a následným součtem všech dílčích součinů. V komplexním případě je jeden prvek vždy komplexně sdružený. Frobeniův skalární součin lze také vypočítat jako stopu maticového součinu dvou matic, přičemž jedna z matic je transponovaná, případně hermitovsky transponovaná.
Pomocí Frobeniova skalárního součinu se z prostoru matic stane unitární prostor, dokonce Hilbertův prostor. Norma odvozená z Frobeniova skalárního součinu se nazývá Frobeniova norma. Zobecněním Frobeniova skalárního součinu na nekonečně rozměrné vektorové prostory je Hilbertův-Schmidtův skalární součin. Frobeniův skalární součin se používá mimo jiné v mechanice kontinua při tenzorovém popisu deformace vektorových polí. Je pojmenován po německém matematikovi Ferdinandu Georgu Frobeniovi.

## Definice a značení
Frobeniův skalární součin dvou reálných, ne nutně čtvercových, matic {\displaystyle {\boldsymbol {A}}\in \mathbb {R} ^{m\times n}} a {\displaystyle {\boldsymbol {B}}\in \mathbb {R} ^{m\times n}} je definován výrazem: 
{\displaystyle \langle {\boldsymbol {A}},{\boldsymbol {B}}\rangle _{\mathrm {F} }=\sum _{i=1}^{m}\sum _{j=1}^{n}a_{ij}b_{ij}}
Jinými slovy, Frobeniův skalární součin získáme ze součinů odpovídajících složek obou daných matic a následným součtem všech těchto dílčích součinů. Odpovídá  standardnímu skalárnímu součinu, pokud matice chápeme jako vektory dimenze {\displaystyle mn}. Frobeniův skalární součin dvou jednosloupcových matic jmenovitě odpovídá standardnímu skalárnímu součinu dvou vektorů. 
Frobeniův skalární součin dvou komplexních matic {\displaystyle {\boldsymbol {A}}\in \mathbb {C} ^{m\times n}} a {\displaystyle {\boldsymbol {B}}\in \mathbb {C} ^{m\times n}} je dán výrazem:
{\displaystyle \langle {\boldsymbol {A}},{\boldsymbol {B}}\rangle _{\mathrm {F} }=\sum _{i=1}^{m}\sum _{j=1}^{n}a_{ij}{\overline {b_{ij}}}}
Pruh značí komplexně sdružené číslo.
Lze se setkat i s definicí používající komplexně sdružená čísla pro prvky první matice, čili
{\displaystyle \langle {\boldsymbol {A}},{\boldsymbol {B}}\rangle _{\mathrm {F} }=\sum _{i=1}^{m}\sum _{j=1}^{n}{\overline {a_{ij}}}b_{ij}}
ovšem takto definovaný součin není lineární vůči skalárním násobkům v první složce, ale ve druhé.
Ve fyzice se Frobeniův skalární součin dvou matic {\displaystyle {\boldsymbol {A}}} a {\displaystyle {\boldsymbol {B}}} někdy zapisuje {\displaystyle {\boldsymbol {A}}\,\colon \,{\boldsymbol {B}}}.

### Vztak k Hadamardovu součinu
Jsou-li {\displaystyle {\boldsymbol {A}}} a {\displaystyle {\boldsymbol {B}}} reálné matice, pak je Frobeniův skalární součin součtem prvků Hadamardova součinu. 
Jsou-li matice vektorizovány (tj. převedeny na sloupcové vektory, označené "{\displaystyle \operatorname {vec} }"), pak pro
{\displaystyle \operatorname {vec} {\boldsymbol {A}}={\begin{pmatrix}a_{11}\\a_{12}\\\vdots \\a_{21}\\a_{22}\\\vdots \\a_{nm}\end{pmatrix}}} a {\displaystyle \operatorname {vec} {\boldsymbol {B}}={\begin{pmatrix}b_{11}\\b_{12}\\\vdots \\b_{21}\\b_{22}\\\vdots \\b_{nm}\end{pmatrix}}} platí
{\displaystyle (\operatorname {vec} {\boldsymbol {A}})^{\mathrm {T} }{\overline {\operatorname {vec} {\boldsymbol {B}}}}=(a_{11},a_{12},\ldots ,a_{21},a_{22},\ldots ,a_{nm}){\begin{pmatrix}{\overline {b_{11}}}\\{\overline {b_{12}}}\\\ \vdots \\{\overline {b_{21}}}\\{\overline {b_{22}}}\\\vdots \\{\overline {b_{nm}}}\end{pmatrix}}}
Odtud plyne přímo {\displaystyle \langle {\boldsymbol {A}},{\boldsymbol {B}}\rangle _{\mathrm {F} }=(\operatorname {vec} {\boldsymbol {A}})^{\mathrm {T} }{\overline {\operatorname {vec} {\boldsymbol {B}}}}}.

### Frobeniova norma
Frobeniova norma je norma přidružená k Frobeniovu skalárnímu součinu, neboli:
{\displaystyle \|{\boldsymbol {A}}\|_{\mathrm {F} }={\sqrt {\langle {\boldsymbol {A}},{\boldsymbol {A}}\rangle _{\mathrm {F} }}}}

## Ukázky

### Reálné matice
Frobeniův skalární součin dvou reálných matic typu {\displaystyle 2\times 3}
{\displaystyle {\boldsymbol {A}}={\begin{pmatrix}2&0&6\\1&-1&2\end{pmatrix}}} a {\displaystyle {\boldsymbol {B}}={\begin{pmatrix}8&-3&2\\4&1&-5\end{pmatrix}}}
je roven
{\displaystyle {\begin{aligned}\langle {\boldsymbol {A}},{\boldsymbol {B}}\rangle _{\mathrm {F} }&=2\cdot 8+0\cdot (-3)+6\cdot 2+1\cdot 4+(-1)\cdot 1+2\cdot (-5)\\&=21\end{aligned}}}

### Komplexní matice
Pro dvě čtvercové komplexní matice řádu {\displaystyle 2}
{\displaystyle {\boldsymbol {A}}={\begin{pmatrix}1+\mathrm {i} &-2\mathrm {i} \\3&-5\end{pmatrix}}} a {\displaystyle {\boldsymbol {B}}={\begin{pmatrix}-2&3\mathrm {i} \\4-3\mathrm {i} &6\end{pmatrix}}}
platí 
{\displaystyle {\begin{aligned}\langle {\boldsymbol {A}},{\boldsymbol {B}}\rangle _{\mathrm {F} }&=(1+\mathrm {i} )\cdot (-2)+(-2\mathrm {i} )\cdot (-3\mathrm {i} )+3\cdot (4+3\mathrm {i} )+(-5)\cdot 6\\&=-26+7\mathrm {i} \end{aligned}}}
zatímco
{\displaystyle {\begin{aligned}\langle {\boldsymbol {B}},{\boldsymbol {A}}\rangle _{\mathrm {F} }&=(-2)\cdot (1-\mathrm {i} )+3\mathrm {i} \cdot 2\mathrm {i} +(4-3\mathrm {i} )\cdot 3+6\cdot (-5)\\&=-26-7\mathrm {i} \end{aligned}}}
Frobeniův skalární součin matice {\displaystyle {\boldsymbol {A}}} se sebou samou a součin {\displaystyle {\boldsymbol {B}}} se sebou samou jsou
{\displaystyle \langle {\boldsymbol {A}},{\boldsymbol {A}}\rangle _{\mathrm {F} }=2+4+9+25=40} a {\displaystyle \langle {\boldsymbol {B}},{\boldsymbol {B}}\rangle _{\mathrm {F} }=4+9+25+36=74}.

## Vlastnosti
Komplexní Frobeniův skalární součin je seskvilineární forma, neboli lineární v prvním argumentu:
{\displaystyle \langle {\boldsymbol {A}}+{\boldsymbol {B}},{\boldsymbol {C}}\rangle _{\mathrm {F} }=\langle {\boldsymbol {A}},{\boldsymbol {C}}\rangle _{\mathrm {F} }+\langle {\boldsymbol {B}},{\boldsymbol {C}}\rangle _{\mathrm {F} }}   a   {\displaystyle \langle c{\boldsymbol {A}},{\boldsymbol {B}}\rangle _{\mathrm {F} }=c\langle {\boldsymbol {A}},{\boldsymbol {B}}\rangle _{\mathrm {F} }}
a také semilineární v druhém argumentu, tedy.
{\displaystyle \langle {\boldsymbol {A}},{\boldsymbol {B}}+{\boldsymbol {C}}\rangle _{\mathrm {F} }=\langle {\boldsymbol {A}},{\boldsymbol {B}}\rangle _{\mathrm {F} }+\langle {\boldsymbol {A}},{\boldsymbol {C}}\rangle _{\mathrm {F} }}   a   {\displaystyle \langle {\boldsymbol {A}},c{\boldsymbol {B}}\rangle _{\mathrm {F} }={\overline {c}}\langle {\boldsymbol {A}},{\boldsymbol {B}}\rangle _{\mathrm {F} }}.
Dále je hermitovská forma, neboli
{\displaystyle \langle {\boldsymbol {A}},{\boldsymbol {B}}\rangle _{\mathrm {F} }={\overline {\langle {\boldsymbol {B}},{\boldsymbol {A}}\rangle _{\mathrm {F} }}}},
a také pozitivně definitní:
{\displaystyle \langle {\boldsymbol {A}},{\boldsymbol {A}}\rangle _{\mathrm {F} }\geq 0}   a   {\displaystyle \langle {\boldsymbol {A}},{\boldsymbol {A}}\rangle _{\mathrm {F} }=0\Leftrightarrow {\boldsymbol {A}}=0}.
Uvedené vlastnosti vyplývají přímo z komutativních a distributivních zákonů sčítání a násobení a z pozitivní definitnosti komplexní absolutní hodnoty {\displaystyle |z|^{2}={\bar {z}}z}. 
Z komplexního případu bezprostředně plyne reálný případ, protože na {\displaystyle \mathbb {R} } se každé číslo shoduje se svým komplexně sdruženým protějškem. 

### Reprezentace pomocí stopy
Reálný Frobeniův skalární součin má následující reprezentaci pomocí stopy matice
{\displaystyle \langle {\boldsymbol {A}},{\boldsymbol {B}}\rangle _{\mathrm {F} }=\operatorname {tr} ({\boldsymbol {A}}^{\mathrm {T} }{\boldsymbol {B}})=\operatorname {tr} ({\boldsymbol {B}}{\boldsymbol {A}}^{\mathrm {T} })},
kde {\displaystyle {\boldsymbol {A}}^{\mathrm {T} }} je matice transponovaná k {\displaystyle {\boldsymbol {A}}}. Odpovídajícím způsobem platí pro komplexní Frobeniův skalární součin vztah:
{\displaystyle \langle {\boldsymbol {A}},{\boldsymbol {B}}\rangle _{\mathrm {F} }=\operatorname {tr} ({\boldsymbol {A}}^{\mathrm {H} }{\boldsymbol {B}})=\operatorname {tr} ({\boldsymbol {B}}{\boldsymbol {A}}^{\mathrm {H} })},
kde {\displaystyle {\boldsymbol {A}}^{\mathrm {H} }} je hermitovská transpozice matice {\displaystyle {\boldsymbol {A}}}.

### Přesun mezi argumenty
Reálný Frobeniův skalární součin má následující vlastnost pro všechny {\displaystyle {\boldsymbol {A}}\in \mathbb {R} ^{l\times m},{\boldsymbol {B}}\in \mathbb {R} ^{m\times n}} a {\displaystyle {\boldsymbol {C}}\in \mathbb {R} ^{l\times n}}:
{\displaystyle \langle {\boldsymbol {AB}},{\boldsymbol {C}}\rangle _{\mathrm {F} }=\operatorname {tr} ({\boldsymbol {C}}({\boldsymbol {AB}})^{\mathrm {T} })=\operatorname {tr} ({\boldsymbol {C}}{\boldsymbol {B}}^{\mathrm {T} }{\boldsymbol {A}}^{\mathrm {T} })=\langle {\boldsymbol {A}},{\boldsymbol {CB}}^{\mathrm {T} }\rangle _{\mathrm {F} }=\langle {\boldsymbol {B}},{\boldsymbol {A}}^{\mathrm {T} }{\boldsymbol {C}}\rangle _{\mathrm {F} }}.
Odpovídajícím způsobem platí pro komplexní Frobeniův skalární součin pro všechny {\displaystyle {\boldsymbol {A}}\in \mathbb {C} ^{l\times m},{\boldsymbol {B}}\in \mathbb {C} ^{m\times n}} a {\displaystyle {\boldsymbol {C}}\in \mathbb {C} ^{l\times n}}:
{\displaystyle \langle {\boldsymbol {AB}},{\boldsymbol {C}}\rangle _{\mathrm {F} }=\langle {\boldsymbol {A}},{\boldsymbol {CB}}^{\mathrm {H} }\rangle _{\mathrm {F} }=\langle {\boldsymbol {B}},{\boldsymbol {A}}^{\mathrm {H} }{\boldsymbol {C}}\rangle _{\mathrm {F} }}.
Obě vlastnosti vyplývají ze zachování stopy vzhledem k cyklickým permutacím součinu matic.

### Invariance
Vzhledem ke stopové reprezentaci a vlastnosti posunutí platí následující pro reálný Frobeniův skalární součin dvou matic {\displaystyle {\boldsymbol {A}},{\boldsymbol {B}}\in \mathbb {R} ^{m\times n}}
{\displaystyle \langle {\boldsymbol {A}},{\boldsymbol {B}}\rangle _{\mathrm {F} }=\langle {\boldsymbol {A}}^{\mathrm {T} },{\boldsymbol {B}}^{\mathrm {T} }\rangle _{\mathrm {F} }} .
Pro komplexní Frobeniův skalární součin dvou matic {\displaystyle {\boldsymbol {A}},{\boldsymbol {B}}\in \mathbb {C} ^{m\times n}} platí obdobně následující.
{\displaystyle {\overline {\langle {\boldsymbol {A}},{\boldsymbol {B}}\rangle _{\mathrm {F} }}}=\langle {\boldsymbol {A}}^{\mathrm {H} },{\boldsymbol {B}}^{\mathrm {H} }\rangle _{\mathrm {F} }} .

### Vlastnosti Frobeniovy normy
Frobeniova norma je invariantní při unitárních transformacích a platí pro ni Cauchyho-Schwarzova nerovnost.
{\displaystyle |\langle {\boldsymbol {A}},{\boldsymbol {B}}\rangle _{\mathrm {F} }|\leq \|{\boldsymbol {A}}\|_{\mathrm {F} }\,\|{\boldsymbol {B}}\|_{\mathrm {F} }}.
Z nerovnosti vyplývá odhad
{\displaystyle |\langle {\boldsymbol {A}},{\boldsymbol {B}}\rangle _{\mathrm {F} }|^{2}\leq \operatorname {tr} ({\boldsymbol {A}}^{\mathrm {H} }{\boldsymbol {A}})\cdot \operatorname {tr} ({\boldsymbol {B}}^{\mathrm {H} }{\boldsymbol {B}})}.
V případě reálných matic je hermitovská transpozice nahrazena prostou transpozicí.

### Odhad přes singulární hodnoty
Jsou-li {\displaystyle \sigma _{1}({\boldsymbol {A}}),\ldots ,\sigma _{r}({\boldsymbol {A}})} singulární hodnoty {\displaystyle {\boldsymbol {A}}} a {\displaystyle \sigma _{1}({\boldsymbol {B}}),\ldots ,\sigma _{r}({\boldsymbol {B}})} singulární hodnoty {\displaystyle {\boldsymbol {B}}} s {\displaystyle r=\min\{m,n\}}, pak pro Frobeniův skalární součin platí odhad
{\displaystyle |\langle {\boldsymbol {A}},{\boldsymbol {B}}\rangle _{\mathrm {F} }|\leq \sum _{i=1}^{r}\sigma _{i}({\boldsymbol {A}})\sigma _{i}({\boldsymbol {B}})\leq \|{\boldsymbol {A}}\|_{\mathrm {F} }\,\|{\boldsymbol {B}}\|_{\mathrm {F} }},
Uvedený odhad zesiluje Cauchyho-Schwarzovu nerovnost.